# British American Tobacco Chile
British American Tobacco Chile, también llamada BAT Chile (anteriormente Chiletabacos y Compañía Chilena de Tabacos), es una tabacalera chilena perteneciente a la British American Tobacco.

## Historia

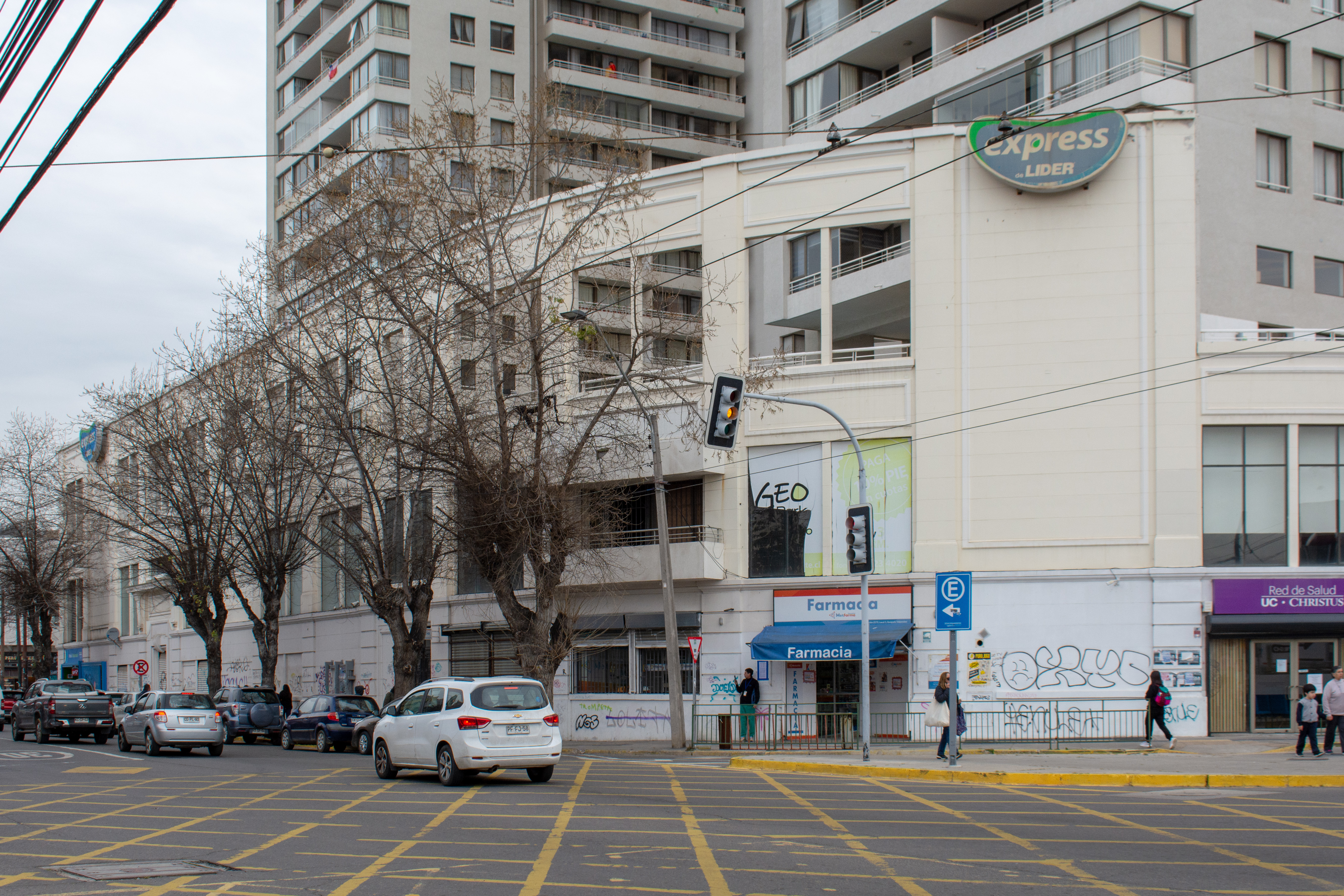
Antiguo edificio de la Compañía Chilena de Tabacos en Valparaíso.

El origen de BAT Chile se remonta a noviembre de 1909, cuando Fernando de la Rioja, de origen español, funda la Compañía Chilena de Tabacos S.A. De la Rioja inició sus actividades con un capital que ascendía a los 5 millones de pesos de la época. Desde principios de 1910, la Compañía inició un plan de modernización, incorporando a la producción nuevas tecnologías y formas de trabajo más racionales. El 4 de febrero de 1911 se publica la primera memoria de la empresa.
Al poco tiempo, la Compañía se transformó en la principal tabacalera de Chile. La actividad productora se concentraba en el edificio Colón, en la ciudad de Valparaíso. Dicha edificación existió hasta 2009, cuando fue reemplazada por dos torres habitacionales. Los talleres fueron equipados con la maquinaria más moderna de la época para fabricar y envasar cigarrillos, quedando la empresa a la altura de las más avanzadas del continente.
En 1936 se fusiona con la British American Tobacco, que en aquel tiempo solía fabricar marcas como El Negro, Especiales Joutard, La Favorita, Cigarrillos Faro, El Buen Roto, Ganga, La Llapa (el primer cigarrillo con boquilla de corcho), Compadre, Premier, Liberty, Richmond, Jockey Club, Populares, Napoleón y Hilton.
A principios de los años 80, la empresa inició un proceso de diversificación que se materializó en la adquisición de diversas empresas dedicadas a la fabricación y comercialización de productos alimenticios, como por ejemplo Evercrisp, Malloa y Conservas Deyco. Además, incursionó en el área de la biotecnología en la agricultura y fruticultura con la creación de la empresa Bioplant. En 1985 la Compañía Chilena de Tabacos cambia su razón social a Empresas CCT, conglomerado que estaba encabezado por Chiletabacos y que además estaba constituido por Malloa, Comercial Cerro Castillo y Litografía Moderna. Ese mismo año se crea la Sociedad Comercial Cerro Castillo S.A., formada a partir de la fusión de Comercial Cerro Castillo, Comercial Derby y Comercial Advance. Esta nueva empresa estaba dirigida a comercializar y distribuir en Chile los cigarrillos fabricados por Chiletabacos.
En 1994 la sociedad adopta el nombre de Comercial Chiletabacos. A raíz de los daños sufridos en la fábrica de cigarrillos en Valparaíso producto del terremoto que azotó la zona central de Chile en 1985, en enero de 1987 se inaugura una nueva fábrica ubicada en la Ruta 68-CH, en la comuna de Casablanca. Una década después de su formación, y tras haber adoptado la decisión de concentrarse sólo en el negocio del tabaco, el holding de Empresas CCT, adopta el nombre de Chiletabacos S.A. y en diciembre de 2009 cambia su razón social a British American Tobacco (Chile) S.A.
El 9 de julio de 2015 la empresa anunció el cierre de operaciones en cuatro regiones del país debido a modificaciones en la Ley Antitabaco, al mismo tiempo que inició evaluaciones sobre la viabilidad de su fábrica ubicada en Casablanca.

## Marcas

### Actuales
- Kent
- Lucky Strike
- Pall Mall
- Dunhill

### Anteriores
- Hilton
- Advance
- Barclay
- Viceroy
- Derby
- Life
- Belmont
- Record
- Wilson
- John Player Special
- Bond
- Monarch
- Beverly
- Premier
- Bond
- Particulares
- Liberty
- Alas